# Gabriel Jérôme Sénar
Gabriel Jérôme Sénar, Sénard ou Sénart, sieur des Lys, né à Châtellerault le 3 août 1760, décédé à Tours le 2 germinal an IV (22 mars 1796), est un homme de loi et révolutionnaire français, procureur et agent national de la commune de Tours.

## Biographie
Né le 3 août 1760 à Châtellerault, patrie de sa mère, dans la paroisse Saint-Jean-Baptiste, Jérôme Sénar est le fils de Gabriel-Guillaume Sénar, procureur et notaire de 1757 à 1793 de la baronnie de L'Île-Bouchard, office acquis par sa famille à la fin du XVIIe siècle, et de Catherine Sainton. Après ses études, il s'engage dans le régiment de Royal-Marine mais renonce à cette carrière au bout de quelques mois et retourne en Touraine, travaillant d'abord sans doute dans l'étude de son père. Vers 1787, il devient avocat à la sénéchaussée de L'Île-Bouchard, et y exerce pendant quelques mois des fonctions municipales, au début de la Révolution,,,. En 1789, il fait paraître un Mémoire sur l'agriculture et L'Avocat patriote sous le nom de « Sénar des Lys ».
Nouant des relations au sein de la noblesse, il obtient la protection de la princesse de Chimay[Laquelle ?] et se marie à Paris le 14 janvier 1790 en l'église Saint-Jean-en-Grève avec une filleule de Louis XVI et de Marie-Antoinette (qui signent le contrat de mariage), nommée Marie-Louise Antoinette David . Introduit à la Cour, il en est cependant banni, du fait de ses opinions révolutionnaires, et perd une pension de 30 000 livres. De retour à L'Île-Bouchard, il y exerce pendant quelques mois des fonctions municipales.
En 1791, il s'installe à Tours, où il divorce le 30 octobre 1792, entre à la Société populaire et se fait élire capitaine de la garde nationale puis procureur de la commune le 22 décembre 1792. À la tête du parti jacobin, il reçoit en 1792 un coup de poignard qui accroît sa popularité. Le 24 mars 1793, il épouse à Tours Marie Félicité Crezoutzia Desroziers, fille de Charles Crezoutzia Desroziers appelé Charles dit Montville, et d'Anne Léoville Germain (il en divorce le 15 septembre 1794 / 29 fructidor an II).
En avril 1793, il prend parti pour les Enragés et s'oppose aux partisans de Jean-Lambert Tallien, les conseils généraux, les comités et la société populaire.
Le 9 juin 1793, un corps de cavalerie de Vendéens s'empare de la ville de Saumur et menace Chinon. Les administrateurs du district de Chinon ayant pris la fuite à leur approche, ils sont traduits devant le conseil du département, où Sénar emmène ceux qui exigent des sanctions. Toutefois, les partisans de la clémence l'emportent. Profitant de l'émotion suscitée par ces événements et cet arrêt du conseil, Sénar obtient des représentants en mission, malgré les protestations du conseil départemental, la création d'une commission militaire chargée d'enquêter sur les menées royalistes et contre-révolutionnaires, dont il prend la présidence. Jusqu'à sa suppression, deux semaines plus tard, le 16 juillet, elle prononce huit condamnations à mort.
Le 18 octobre 1793, il est président du comité de surveillance révolutionnaire départemental institué par les représentants en mission Choudieu et Richard. Destitué par Jean Guimberteau le 14 brumaire (4 novembre), il fait appel de cette décision auprès de la Convention nationale et obtient le rétablissement du comité le 16 novembre.
Dénoncé par la Société populaire et montagnarde de Tours, qui l'exclut en ventôse an II après le blanchiment de l'administrateur du département Clément de Ris, accusé par lui, il parvient à se justifier. Correspondant du Comité de sûreté générale, il se rend à Paris, où il obtient un poste de secrétaire-rédacteur, chargé des interrogatoires, dans les bureaux du Comité. Distingué par Marc-Guillaume-Alexis Vadier et Jean-Pierre-André Amar, il remplit plusieurs missions, notamment l'arrestation de Catherine Théot, avec François Héron.
Le 3 thermidor an II (21 juillet 1794), deux habitants de Tours viennent le dénoncer au club des Jacobins et demandent que des démarches soient entreprises pour parvenir à son arrestation. Trois jours plus tard à la tribune des Jacobins, Couthon appuie l'accusation des tourangeaux contre Sénar et annonce sa destitution par les deux Comités de gouvernement,. 
Incarcéré pendant un an à la prison du Plessis, Sénar y rédige ses mémoires. Le 9 germinal an III (29 mars 1795), il est extrait de sa cellule pour témoigner dans le procès de Fouquier-Tinville et des membres du tribunal révolutionnaire. Libéré en octobre 1795, il retourne à Tours et meurt à son domicile de la section de La Riche le 30 mars 1796.
Avant sa mort, il cède le manuscrit de ses mémoires à Dossonville. Après les avoir sans doute arrangés, ce dernier les vend en 1823 à Alexis Dumesnil, qui les publie en 1824. Arne Ording (en) juge leur authenticité douteuse.

## Publications
- L'Avocat patriote (signé : Sénar Des Lys), Paris, Imprimerie de la veuve Delaguette, 1789, In-8°, 28 pages (plan d'organisation judiciaire).
- Les Brigands de la Vendée en évidence, brumaire an III, In-8° , 83 pages.
- À la Convention nationale (Signé : « Sénar. Paris, le 8 brumaire, l'an 3me de la République »), In-8° , 8 pages (au sujet de la guerre de Vendée).
- Révélations puisées dans les cartons des comités de salut public et de sûreté générale, ou Mémoires (inédits) de Sénart, agent du gouvernement révolutionnaire (publiés par Alexis Dumesnil), Chez les principaux libraires de France et de l'étranger, 1824, In-8°, XIX-278 pages.

## Sources
- Stanislas Bellanger, La Touraine ancienne et moderne, L. Mercier éditeur de la Vierge, 1845, 611 pages, p. 433-434
- Jean Tulard, Jean-François Fayard, Alfred Fierro, Histoire et dictionnaire de la Révolution française 1789-1799, Éditions Robert Laffont, collection Bouquins, Paris, 1987  (ISBN 270282076X).